# Milatycze (Białoruś)
Milatycze – dawny zaścianek szlachecki na Białorusi, w obwodzie grodzieńskim, w rejonie brzostowickim.
W dwudziestoleciu międzywojennym miejscowość leżała w Polsce, w województwie białostockim, w powiecie grodzieńskim, w gminie Brzostowica Mała. 16 października 1933 utworzyła gromadę Milatycze w gminie Brzostowica Mała. Po II wojnie światowej weszła w struktury ZSRR.